# Цинтянь
Цинтя́нь (кит. упр. 青田, пиньинь Qīngtián) — уезд городского округа Лишуй провинции Чжэцзян (КНР).

## История
Уезд был выделен из уезда Коцан во времена империи Тан в 711 году.
Во времена империи Мин в 1452 году юго-западная часть уезда была выделена в отдельный уезд Цзиннин.
В 1946 году восточная часть уезда передаётся в состав нового уезда Вэньчэн.
После образования КНР в 1949 году был создан Специальный район Вэньчжоу (温州专区), и уезд вошёл в его состав. В 1963 году уезд перешёл в состав вновь созданного Специального района Лишуй (丽水专区). В 1973 году Специальный район Лишуй был переименован в Округ Лишуй (丽水地区).
В 2000 году округ Лишуй был преобразован в городской округ.

## Административное деление
Уезд делится на 3 уличных комитета, 9 посёлков и 20 волостей.